# Angrignon (stanice metra v Montréalu)
Angrignon je jedna z 27 stanic zelené linky montrealského metra (Angrignon – Honoré-Beaugrand), jejíž celková délka je 22,1 km. Ve směru z jihu na sever je tato stanice první, v opačném směru poslední (tj. 27.). Stanice se nachází v hloubce 4,3 m, což z ní spolu se stanicí Longueuil–Université-de-Sherbrooke) (žlutá linka metra) činí nejmělčeji umístěnou stanici montrealského metra. Její vzdálenost od následující stanice Monk činí 844,29 metrů.
Stanice se nachází v západní části montrealského městského obvodu (francouzsky arrondissement) Le Sud-Ouest.
Stanice Angrignon byla otevřena 3. září 1978. Projektoval ji architekt Jean-Louis Beaulieu, jemuž byla v roce 1979 za její realizaci udělena první cena Sdružení quebeckých architektů. Stanice je pojmenována podle Jeana-Baptisty Arthura Angrignona, který byl radním za montrealskou čtvrť Saint-Paul v letech 1921–1934. Hrál důležitou roli v rozvoji této části Montrealu, proto po něm byla pojmenována stanice metra a také přilehlá oblast (Parc Angrignon).
Prvních osm stanic směrem od stanice Angrignon včetně stanice Verdun bylo dáno do provozu v roce 1978 a jde tedy o služebně nejmladší část zelené linky. Nejstarší (středová) část linky (od stanice Atwater až po Frontenac, celkem 10 stanic) byla zprovozněna v roce 1966 a zbylá (nejsevernější) část (od stanice Préfontaine až po stanici Honoré-Beaugrand, celkem 9 stanic) v roce 1976.